# Xiriâna
Xiriâna, pleme američkih Indijanaca naseljenih na pritokama rijeka Demeni i Rio Negro, na sjeveru brazilske države Amazonas u blizini granice s Venezuelom. Jezično su klasificirani porodici Arawakan i ne bi ih smjelo brkati s Chirianan plemenom Xirianá iz Roraime.  Populacija i iznosi 903 (2000 WCD). 

## Vanjske poveznice
- Xiriâna